# The Rumour
The Rumour was een Britse rockband en de begeleidingsband van Graham Parker.

## Bezetting
- Bob Andrews[2] (keyboards)
- Brinsley Schwarz (gitaar)
- Martin Belmont[3] (gitaar)
- Andrew Bodnar[4] (basgitaar)
- Stephen Goulding[5] (drums)

De leden van The Rumour kwamen van de ervaren pubrock-bands Brinsley Schwarz, Ducks Deluxe en Bontemps Roulez. 

## Geschiedenis
The Rumour maakten hun platendebuut als begeleidingsband van Graham Parker met het album Howlin' Wind (1976). Tijdens hun werk met Parker begon The Rumour het daaropvolgende jaar hun eigen opnamen uit te brengen, te beginnen met het album Max (1977). De titel Max was een knipoog naar het album Rumours van Fleetwood Mac. In 1979 zag de band hun meesterschap van de new wave-sound bevestigd met Frogs, Sprouts, Clogs and Krauts, een commentaar op de Europese gemeenschap.
The Rumour waren bekend voor hun doortastendheid, bekwaamheid en strak gestructureerd samenspel. Ze werden vergeleken met The Band en The Rolling Stones, dikwijls aan beide gelijktijdig gelinkt. Samen met Parker namen ze meerdere albums op, waarvan het meest opmerkelijk Squeezing Out Sparks (1979) was.
Leden van The Rumour hielden zichzelf bezig als sessiemuzikanten tijdens deze periode bij verschillende opnamen, uitgegeven door acts gecombineerd met pubrock en new wave. Bij meerdere onderdelen en opnamen deed The Rumour de achtergrondmuziek bij Nick Lowe, Dave Edmunds, Carlene Carter en andere acts. Ook in 1977 speelden Bodnar en Goulding basgitaar resp. drums bij Elvis Costello's eerste Britse hit Watching the Detectives. De band verzorgde ook de achtergrondmuziek bij Garland Jeffreys tijdens zijn tournee voor zijn album Escape Artist.
Voelende dat hun werk werd overheerst door hun imago als Graham Parkers begeleidingsband, werd een album gepland om uit te brengen als The Duplicates. Hoe dan ook, het idee werd uiteindelijk opgeschort na het uitbrengen van de single I Want to Make You Very Happy / Call of the Faithful. Andrews verliet vervolgens de band gedurende 1979. Het overblijvende kwartet ging verder met de opname van hun eigen album Purity of Essence (1980) en deed verder dienst als begeleidingsband bij The Up Escalator van Graham Parker, voordat ze in 1981 uit elkaar gingen.
Alle voormalige leden van The Rumour werkten behoorlijk vaak als sessiemuzikanten in het jaar volgend op de ontbinding van The Rumour. Schwarz, Bodnar en Goulding werkten allen met Parker op wisselende tijden sinds de ontbinding van de band en Belmont verscheen op opnamen van Elvis Costello en Nick Lowe. Goulding was ook sinds 1984 lid geweest bij The Mekons.
Het compilatiealbum Not So Much a Rumour, More a Way of Life van Rumour-materiaal (allen van hun laatste twee albums) werd uitgebracht door Metro Records in 2000.
In oktober 2010 traden Parker, Andrews, Belmont, Goulding en bassist Jeremy Chatzky samen op onder de naam Kippington Lodge Social Club tijdens een voorbeschouwende selectie-procedure van Don't Ask Me Questions, een documentaire over Parker. Het daaropvolgende voorjaar vervoegden de vijf oorspronkelijke leden zich bij Parker om het nieuw album Three Chords Good op te nemen en in september 2011 filmden Parker en The Rumour een uitgevoerde scene voor de film This Is 40 van Judd Apatow. Het album werd uitgebracht in november 2012.

## Discografie

### Albums
- 1977: Max (Mercury Records)
- 1979: Frogs Sprouts Clogs and Krauts, (Stiff Records)
- 1980: Purity Of Essence, Stiff Records (UK)/Hannibal Records (US)